# Salmo 30
Il salmo 30 (29 secondo la numerazione greca) costituisce il trentesimo capitolo del Libro dei salmi.
È un canto di ringraziamento in occasione della dedicazione del tempio, tradizionalmente attribuito al re Davide. È utilizzato dalla Chiesa cattolica nella liturgia delle ore.